# Snow Bros.: Nick and Tom
 (décembre 2018).
Si vous disposez d'ouvrages ou d'articles de référence ou si vous connaissez des sites web de qualité traitant du thème abordé ici, merci de compléter l'article en donnant les références utiles à sa vérifiabilité et en les liant à la section « Notes et références ».
Snow Bros.: Nick and Tom (スノーブラザーズ ニック＆トム, en japonais) est un jeu vidéo de plates-formes sorti en 1990 sur borne d'arcade. Le jeu a été développé et commercialisé par Toaplan.

## Système de jeu
Le gameplay est assez semblable à celui Bubble Bobble.

## Les conversions
Snow Bros. a été porté sur plusieurs plates-formes :
- Nintendo Entertainment System par Capcom en 1991 (avec pour titre, Snow Brothers)
- Game Boy par Capcom en 1992 (avec pour titre, Snow Bros Jr.)
- Mega Drive par Tengen en 1993 (incluant des niveaux additionnels, des nouvelles musiques...)

Des versions Amiga et Atari ST ont été créées par Ocean France en 1991, mais n'ont pas été publiées. Cependant, la copie originale de la version Amiga a été retrouvée en 2006 et l'image disque a été distribuée sur internet.

## La série
- 1990 - Snow Bros.: Nick and Tom
- 1994 - Snow Bros. 2: With New Elves
- 2002 - Snow Brothers 3: Magical Adventure